# Glenea vietnamana
Glenea vietnamana là một loài bọ cánh cứng trong họ Cerambycidae.